# Ред Делишес
«Ред Делишес» (англ. Red Delicious, то есть «Красное вкусное») — сорт яблок интенсивного тёмно-красного цвета, происходящий из США. На протяжении многих десятилетий оставался самым распространённым сортом яблок в США, пока в 2018 году его не превзошёл по популярности сорт «Гала». 

## История
В 1872 году в округе Мэдисон штата Айова появились очень сладкие жёлтые круглые яблоки с алым румянцем; сорт назвали «Ястребиный глаз» (англ. Hawkeye). 
В 1892 году крупная плодоовощная компания Stark Nurseries объявила конкурс, чтобы найти сорт для замены яблока «Бен Дэвис». Победителем стало яблоко «Ястребиный глаз» с красными и жёлтыми полосами, присланное Джесси Хайяттом (англ. Jesse Hiatt) из Перу, штат Айова. Stark Nurseries купила права у Хайятта, переименовав сорт в «Stark Delicious» и начала распространять его. Когда в 1914 году та же компания приобрела у фермера Андерсона Маллинса (округ Клей) права на сорт яблок «Golden Delicious», во избежание путаницы сорт «Stark Delicious» был переименован в «Red Delicious». К тому времени селекционеры уже практически избавились от жёлтых полосок на плоде, который стал полностью красным.
К 1940-м годам «Ред Делишес» стал самым популярным сортом яблок в США, причём в штате Вашингтон на него приходилось три четверти урожая яблок. Крупные торговые сети предпочитали яблоки с наиболее привлекательной внешностью и длительным сроком хранения, вынуждая производителей делать выбор в пользу вариантов сорта с толстой кожурой (следовательно, повышенной лёжкостью) и насыщенным красным цветом, тогда как на вкусовые качества и наличие аромата обращалось мало внимания. Вследствие этого к концу XX века американские потребители стали утрачивать интерес к данному сорту, что поставило многие садовые хозяйства на северо-западе США на грань банкротства.

## Описание
На сайте ВНИИСПК Ред Делишес представлен как «красноплодный клон сорта Делишес (Превосходное)». Дерево среднерослое. Крона в молодом возрасте овальная или обратно пирамидальная, в плодоносящем — округлая или широкоокруглая, образована ветвями средней мощности с многочисленными разновозрастными кольчатками, на которых, в основном, сосредоточено плодоношение.
Побеги средние, красно-коричневые, с сильным опушением, прямые или слабоизогнутые. Листья средней величины, продолговато-овальные, с округлым основанием и средневытянутой верхушкой, зелёные, блестящие, край листа пильчато-городчатый. От Делишеса отличается наличием красной окраски снизу черешка, доходящей до середины листа по жилке.
Плоды Ред Делишес отличаются от сорта Делишес интенсивным тёмно-красным румянцем по всей поверхности плода и красной окраской плодоножки у плодов на солнечной стороне дерева. Форма плодов коническая или округло-коническая. Согласно канадскому исследованию 2005 года из 8 самых популярных в стране сортов яблок наиболее богат антиоксидантами именно «Ред Делишес».
В России рекомендован Госреестром для возделывания в Северо-Кавказском регионе.